# Национален музей на Босна и Херцеговина
Националният музей на Босна и Херцеговина (на босненски: Zemaljski muzej Bosne i Hercegovine или Земаљски музеј Босне и Херцеговини) е националният музей на Босна и Херцеговина, създаден през 1888 г. Намира се в центъра на Сараево, столицата на Босна и Херцеговина.
Музеят е културна и научна институция, обхващаща широк спектър от области, включително археология, история на изкуството, етнология, география, история и естествена история. Тук се съхранява Сараевската хагада – илюстрован ръкопис и най-старият сефарадски еврейски документ в света, създаден в Барселона около 1350 г., съдържащ традиционната еврейска хагада. Музеят разполага и с библиотека със 162 000 тома.
След като е затворен за няколко години поради тежки щети по време на войната в Босна и Херцеговина, музеят e отворен отново и е в процес на монтиране на нови и съществуващи експонати.

## История
Музеят е първоначално замислен през 1850 г. като идея от османците, по времето когато те управляват Сараево, но едва при управлението на Австро-Унгарската империя (която завладява съвременна Босна и Херцеговина от османците през 1878 г.), музеят е официално създаден и построен.
През 1913 г. е разширен от чешкия архитект Карел Паржик, който добавя четири симетрични павилиона за отдели по археология, етнология, естествена история и библиотека.

## Галерия
- Кристал от калцит, открит в планината Требевич близо доСараево, изложен в музея
- Димна тръба отсепиолит от Пърнявор
- Сараевски ахат от района на Бентбаша.
- Изложени минерали
- Изложени скали
- Колекция пеперуди
- Герб на кралете на Босна
- Музеят отвътре
- Традиционна босненска сграда за обработка на кожа от Високо
- Стечка